# Toyota Century
O Century é um automóvel sedã executivo grande porte, fabricado pela Toyota desde 1967, com foco principal no mercado japonês.
Lançado em 1967 com a missão de ser o representante executivo da Toyota à nível mundial, o Century tem seu mercado focado no Japão desde então, estando presente em outros países apenas por importação independente. Teve duas gerações, a primeira entre 1967 e 1996 e a atual, desde 1997. Seu estilo sóbrio e conservador destoa das tendências modernistas para design automobilístico, entretanto a prioridade do modelo é oferecer luxo e conforto à seus ocupantes. Possui o exclusivo motor Classe GZ, de 12 cilindros em V e 5.0L, desenvolvendo 276 cv. Tem como concorrentes diretos o Mitsubishi Proudia e o Nissan President, descontinuado em 2010. Enfrenta sedãs como o Lexus LS, Mercedes-Benz Classe S e Rolls Royce Phantom no mercado mundial.

## Galeria
- Primeira geração (1967-1997)
- Segunda geração (1997-2017)
- Terceira geração (2018-presente)